# Akkitham Narayanan
Pour les articles homonymes, voir Narayanan.
Akkitham Narayanan, né en 1939 dans le Kerala en Inde, est un artiste peintre indien, vivant et travaillant à Paris depuis 1967.
Son frère aîné est le poète Akkitham Achuthan Namboothiri (en).

## Biographie
Originaire d'une famille hindouiste, de caste Brahmane, Akkitham Narayanan choisit de s'orienter vers la peinture et passe un concours pour intégrer l'école gouvernemental des Arts et Métiers de Chennai. En 1961, il est diplômé de l'École des beaux-arts de Madras, il obtient une bourse d'État en 1962-1964, qui lui permet de poursuivre ses études à l'atelier de fresque murale et de miniatures indiennes sous la direction de K.C.S. Panicker, un des fondateurs du mouvement artistique néo-tantrique qui apporta en 1966 le modernisme à l'Inde du Sud.
En 1967, dans le cadre d'échanges culturels, une bourse du gouvernement français lui permet de s'imprégner l'enseignement artistique occidental en art monumental, en mosaïque et en gravure à l'École nationale supérieure des beaux-arts de Paris jusqu'en 1970.
S'il est figuratif à ses débuts, il va découvrir l'abstraction géométrique et va construire son propre style en s'appuyant sur une variation des signes graphiques inspirés des symboles cosmiques anciens de l'Inde. Son œuvre aujourd'hui est composées de formes géométriques abstraites. Il s'appuie sur une variation de signes graphiques inspirés des symboles cosmiques ancien de l'Inde. Akkitham essaie de concilier les valeurs esthétiques et spirituelles dans une chromatique des peintures rupestres d'Ajanta, repensant le style tantrique et souhaitant faire de l'art indien quelque chose de nouveau
Depuis 2006 il est membre fondateur de l'Association d'Artistes Handicrafts et Cholamandal Artist's Village à Chennai.

## Collections publiques
- Musée national, New Delhi
- Musée gouvernemental de Chennai
- Ahmedabad Museum, Inde
- Musée de Bangalore, Inde
- Ministère de la Culture (France)
- Bibliothèque nationale de France
- Préfecture de Paris
- Musée Hyacinthe-Rigaud, Perpignan
- Musée de Wilhelmshaven, Allemagne
- Musée d'Art de Glenbarra, Japon
- Musée de l'Asie et du Pacifique, Varsovie, Pologne

## Œuvres

### Illustrations
- Dans les jardins fictifs, recueil de poèmes de Dominique Buisset, éditions Gilles Gauthier, Paris, 1984, estampes de Akkitham Narayanan
- Saundarya Lahari, (Ocean of beauty), poèmes en sanscrit de Sankara, estampes de Akkitham Narayanan, éd. Burgdorf, La Galerie Steintor Verlag, Allemagne, 1974

## Salons
- Salon de Mai de 1997, Paris
- Salon de Mai de 1999, Paris

## Expositions

### Expositions personnelles
- 1965 - Max Muller Bhavan, Chennai
- 1966 - Galerie d'Art Triveni, New Delhi
- 1970 - Galerie Transposition, Paris
- 1972 - La Galerie à Paris
- 1973 - Galerie Steintor Verlag, Hanovre
- 1974 - Galerie Mukai, Tokyo, galerie Steinlor Verlag, Hanovre
- 1976 - Galerie du Haut Pavé, Paris, Galerie Steintor-Verlag, Hanovre, Musée Wilhelmshaven, Allemagne
- 1978 - Galerie Seibu à Tokyo, galerie Miyawaki, Kyoto
- 1980 - Galerie Steintor Verlag, Hanovre
- 1981 - Galerie Seibu à Tokyo
- 1982 - Galerie La Marge à Blois
- 1983 - Galerie Steintor Verlag, Hanovre
- 1984 - Galerie Seibu à Tokyo, Japon
- 1986 - Galerie Mukai à Tokyo, Japon
- 1988 - Galerie La Marge à Blois ; Galerie d'Art Pundole, Mumbai; Galerie Steintor Verlag, Hanovre ; Galerie Seibu à Tokyo
- 1990 - La Colègiale à Orléans, France
- 1991 - Galerie Seibu à Tokyo, Galerie d'Art Pundole Mumbai
- 1994 - Galerie d'Art Pundole, Mumbai
- 1995 - Château de Talcy, France
- 1998 - Galerie d'Art Pundole, Mumbai
- 2000 - 4e Festival d'art et de musique Conservatoire André Navarra, Charenton-le-Pont
- 2001 - Espace Lino Ventura à Garges-les-Gonesse, France
- 2002 - Galerie M & R Kolbein, Garbsen, Allemagne
- 2003 - Bibliothèque municipale de Saint-Pierre-des-Corps
- 2005 - Galerie « Mille Lieux du Monde », Servoz, Chamonix, Paris ; Galerie d'Art Pundole, Mumbai.
- 2006 - Art Vivant Gallery, New Dehli ; Galerie KL, Kuala Lumpur
- 2007 - Galerie Normand à Paris, France
- 2009 - Blue Gallery Art Indigo, Singapour
- 2010 - L'Art et la Religion dans le monde indien, Maison de Recherches, Paris Sorbonne, France
- 2011 - Galerie HUS, Paris.
- 2015 - Art Works Paris Seoul Gallery, Seoul, Corée du Sud (Catalogue d'exposition)

### Expositions collectives
- 1961 - Exposition nationale de la Lalit Kala Akademi, New Delhi
- 1970-1972 - Festival international de peinture de Cagnes-sur-Mer, France
- 1974 - Biennale de Menton
- 1975 - Triennale de l'Inde
- 1983 - Grafik Biennale, Varna, Bulgarie
- 1985 - Rétrospective de la Galerie du Haut-Pavé, Paris
- 1990 - Méthodologie internationale Show, Busan, Corée
- 1992 - Roopankar Imprimer Biennale, Bhopal ; L'Art contemporain indien, Musée Sogo  Yokohama, Japon ; Exposition du centenaire, Birla Academy Kolkata
- 1993 - Harmony Show, Mumbai
- 1996 - Harmony Show, Mumbai
- 1997 - L'Art à l'école, Paris, Traits d'Union, Galerie du Haut-Pavé, Paris
- 2001 - L'Inde, Carrefour des Arts, F 1 Art Forum H, Paris
- 2003 - Souvenir d'en France, l'Alliance Française de New Dehli ; Festival de l'Inde, l'Arc, Le Creusot ; Galerie White Elephant, Paris.
- 2005 - Artransport Double Enders, Mumbai, New Delhi, Bangalore, Cochin
- 2006 - Les Artistes indiens, Galerie White Elephant, Paris ; Recueil d'artistes, Maison des Arts Louis Aragon, Garges-les-Gonesse ;  Une collection d'art indien contemporain, KL Gallery Kuala Lumpur
- 2007 - L'Art en elle-même, Akar Prakar Gallery Kolkata ; Fabriqué en Inde 07 Printemps, Opera Gallery, Londres ; Maître de l'art contemporain indien, Indigo Blue Gallery Art, Singapour ; Abstraction Rupa Aurupa, Galerie du Musée Mumbai et de Visual Art Gallery, New Delhi ; Résumé Visions Perceptions parallèles, l'annexe Bangalore
- 2009 - Think Small, Art Vivant Gallery, New Delhi
- 2010 - Made in Indien, Galerie Lipao-Huang, Paris ;  Outre-Paris, Birla Academy of Arts & Culture Kolkata.
- 2012 - Inde, Anju Chaudhuri, Narayanan Akkitham, peintres et philosophes, Exposition à la Maison des Arts d'Antony du 15 février au 25 mars (catalogue d'exposition)

## Prix
- Lalit Kala Akademi, Chennai, 1963
- Association des jeunes peintres et sculpteurs, Chennai, Lalit Kala Akademi, Chennai, 1965
- Lalit Kala Akademi, Chennai, 1966
- Prix National de l'Inde, 4e Festival international de peinture, à Cagnes-sur-Mer, All India Imprimer Exposition, New Delhi, 1972
- KCS Pamicker Prix, Kerala Kala, Akademi Lalita, Kerala, 2009